# Bleggio Inferiore
Bleggio Inferiore est une ancienne commune italienne, maintenant une frazione de Comano Terme, dans la province autonome de Trente dans la région du Trentin-Haut-Adige dans le nord-est de l'Italie. 
Le 1er janvier 2010, Bleggio Inferiore a fusionné avec sa voisine Lomaso pour former la nouvelle commune de Comano Terme, à la suite du référendum du 27 septembre 2009, dont les résultats ont été officialisés dans la loi N° 7/2009 de la région Trentin-Haut-Adige.